# Rebirth (musikalbum av Lil Wayne)
Rebirth är det sjunde studioalbumet av rapparen Lil Wayne. Fyra singlar släpptes från albumet, Prom Queen, Drop the World, On Fire och Da Da Da.

## Låtlista
1. "American Star" - 3:38
2. "Prom Queen" - 3:37
3. "Ground Zero" - 3:57
4. "Da Da Da" - 3:40
5. "Paradice" - 3:56
6. "Get a Life" - 3:12
7. "On Fire" - 4:08
8. "Drop the World" - 3:49
9. "Runnin" - 4:31
10. "One Way Trip" - 4:38
11. "Knockout" - 4:09
12. "The Price Is Wrong" - 3:28